# Nuoto ai IV Giochi asiatici
Il nuoto ai Giochi asiatici 1962 ha visto lo svolgimento di 21 gare, 12 maschili e 9 femminili.

## Medagliere
| Posizione | Paese         | Oro | Argento | Bronzo | Totale |
| --------- | ------------- | --- | ------- | ------ | ------ |
| 1         | Giappone      | 19  | 16      | 3      | 38     |
| 2         | Birmania      | 2   | 0       | 1      | 3      |
| 3         | Indonesia     | 0   | 3       | 6      | 9      |
| 4         | Filippine     | 0   | 2       | 10     | 12     |
| 5         | Corea del Sud | 0   | 0       | 1      | 1      |
| 5         | Giordania     | 0   | 0       | 1      | 1      |

## Podi
WR: Record del mondo
AR: Record asiatico
CR: Record dei campionati

### Uomini
| Evento               | Oro              | Perform. | Argento           | Perform. | Bronzo                         | Perform. |
| Stile libero         |                  |          |                   |          |                                |          |
| 100 m                | Keigo Shimizu    |          | Tadaharu Goto     |          | Achmad Dimjati                 |          |
| 200 m                | Toshiro Umemoto  |          | Tadaharu Goto     |          | Tin Maung Ni                   |          |
| 400 m                | Tin Maung Ni     |          | Toshiro Umemoto   |          | Masami Nakabo                  |          |
| 1500 m               | Tin Maung Ni     |          | Tohachiro Matsuki |          | Toshiaki Sahara                |          |
| Dorso                |                  |          |                   |          |                                |          |
| 100 m                | Kazuo Tomita     |          | Keisuke Ito       |          | Sampang Hassan                 | 1'09”2   |
| 200 m                | Keisuke Ito      |          | Kazuo Tomita      |          | Poo Boen Tiong                 |          |
| Rana                 |                  |          |                   |          |                                |          |
| 100 m                | Kenji Ishikawa   |          | Kiyoshi Nakagawa  |          | Lim Jin-Jang                   |          |
| 200 m                | Kiyoshi Nakagawa |          | Kenji Ishikawa    |          | Rolando Landrito               |          |
| Farfalla             |                  |          |                   |          |                                |          |
| 100 m                | Kenzo Izutsu     |          | Koji Iwamoto      |          | Amirhussin Hamsain             | 1'03”06  |
| 200 m                | Kenzo Izutsu     |          | Koji Iwamoto      |          | Amirhussin Hamsain             | 2'23”6   |
| Staffette            |                  |          |                   |          |                                |          |
| 4x200 m stile libero | Giappone --- --- |          | Indonesia --- --- |          | Filippine Bana Sailani --- --- | 8'54”3   |
| 4x100 m misti        | Giappone --- --- |          | Filippine --- --- | 4'28”9   | Indonesia --- ---              |          |

### Donne
| Evento               | Oro                                        | Perform. | Argento                                          | Perform. | Bronzo                                           | Perform. |
| Stile libero         |                                            |          |                                                  |          |                                                  |          |
| 100 m                | Yoshiko Satō                               |          | Toyoko Kimura                                    |          | Haydee Coloso                                    | 1'07”3   |
| 200 m                | Yoshiko Satō                               |          | Yumiko Kobayashi                                 |          | Corazon Lozada                                   | 2'35”1   |
| 400 m                | Toyoko Kimura                              |          | Kazue Hayakawa                                   |          | Corazon Lozada                                   | 5'30”4   |
| Dorso                |                                            |          |                                                  |          |                                                  |          |
| 100 m                | Satoko Tanaka                              |          | Hiromi Yotsumoto                                 |          | Oey Lian Nio                                     |          |
| Rana                 |                                            |          |                                                  |          |                                                  |          |
| 100 m                | Noriko Yamamoto                            |          | Iris Tobbing                                     |          | Sachiko Aoki                                     |          |
| 200 m                | Noriko Yamamoto                            |          | Sachiko Aoki                                     |          | Iris Tobbing                                     |          |
| Farfalla             |                                            |          |                                                  |          |                                                  |          |
| 100 m                | Eiko Takahashi                             |          | Michiko Nakanishi                                |          | Gertrudes Lozada                                 | 1'15”8   |
| Staffette            |                                            |          |                                                  |          |                                                  |          |
| 4x100 m stile libero | Giappone Yoshiko Satō Kimiko Ezaka --- --- |          | Filippine Haydee Coloso Gertrudes Lozada --- --- | 4'43”8   | Indonesia --- ---                                |          |
| 4x100 m misti        | Giappone Yoshiko Satō --- ---              |          | Indonesia --- ---                                |          | Filippine Haydee Coloso Gertrudes Lozada --- --- |          |